# Татарско-Челнинское сельское поселение

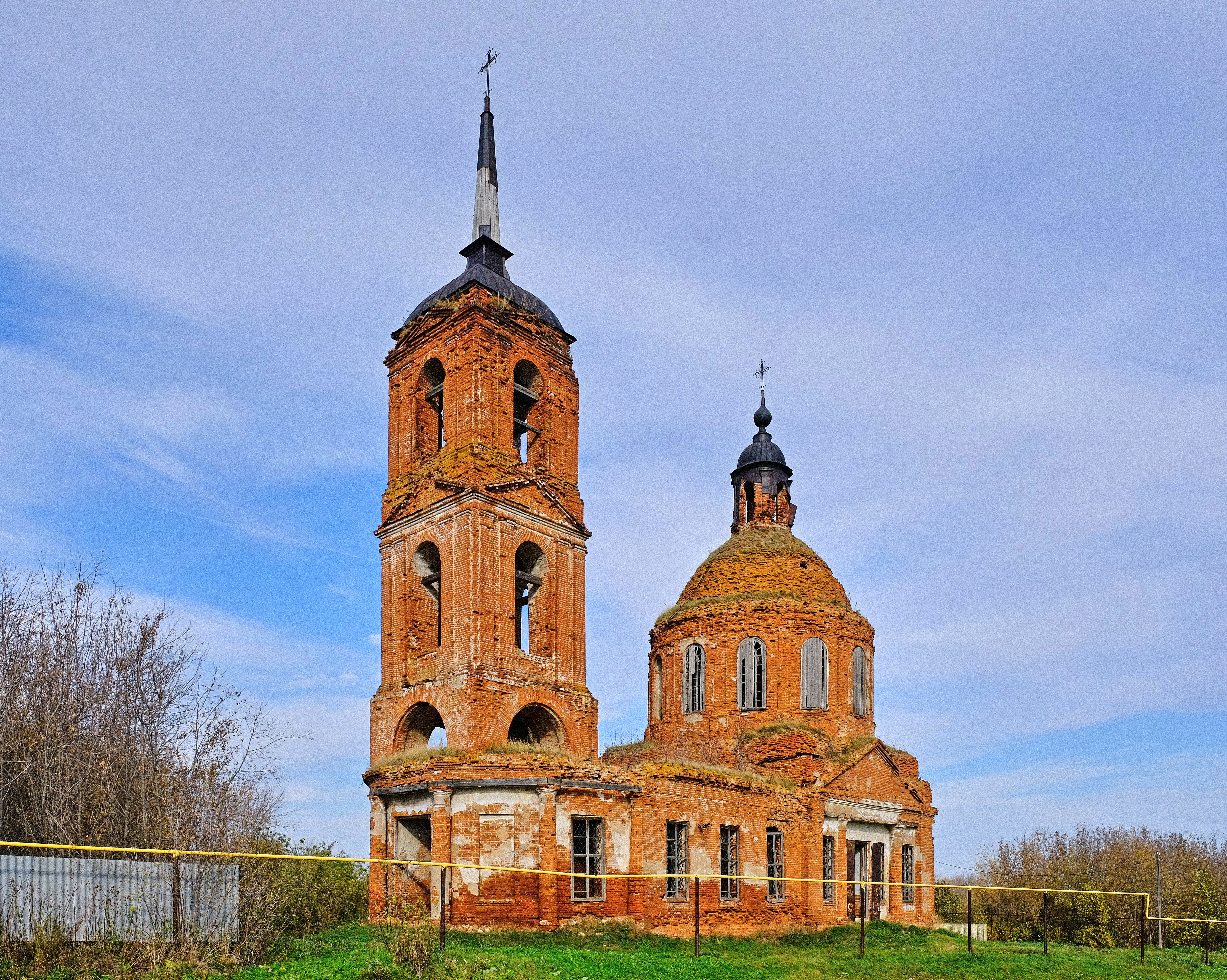
Троицкая церковь в селе Татарские Челны

Татарско-Челнинское се́льское поселе́ние — муниципальное образование в Менделеевском районе Татарстана Российской Федерации.
Административный центр — село Татарские Челны.

## История
Статус и границы сельского поселения установлены Законом Республики Татарстан от 31 января 2005 года № 29-ЗРТ «Об установлении границ территорий и статусе муниципального образования „Менделеевский муниципальный район“ и муниципальных образований в его составе».

## Население
| 2010 | 2011 | 2012 | 2013 | 2014 | 2015 | 2016 |
| ---- | ---- | ---- | ---- | ---- | ---- | ---- |
| 375  | →375 | ↗379 | ↘377 | ↘365 | ↘346 | ↘343 |
| 2017 | 2018 |      |      |      |      |      |
| ↘342 | →342 |      |      |      |      |      |

## Состав сельского поселения
| № | Населённый пункт | Тип населённого пункта       | Население |
| - | ---------------- | ---------------------------- | --------- |
| 1 | Татарские Челны  | село, административный центр | ↘342      |